# 로지 로
로지 로(Rosie Lowe, 1989년 12월 24일 ~ )는 영국의 싱어송라이터, 프로듀서이다.

## 음반 목록
- Control (2016)
- YU (2019)